# Charles Obas
Charles Obas est un peintre haïtien, né en 1927 en Haïti et disparu en 1969.

## Biographie
Charles Obas est né en 1927 à Plaisance, ville d'un secteur montagneux du nord d'Haïti. Il rejoint le Centre d’Art à la fin des années 1940, puis le quitte deux ans plus tard pour le Foyer des Arts Plastiques en 1950. Il remporte le premier prix d'un concours soutenu par l'Office national du tourisme d'Haïti en 1958. Obas était également un musicien accompli.

## Art
Les œuvres d'Obas ont notamment dépeint la dureté des conditions de vie sous le régime dictatorial de François Duvalier. Villageois accablés, tempêtes de pluie, ports agités, nocturnes inquiétants sont quelques-uns de ses motifs les plus fréquents. Son courage et son style artistique étaient uniques car il évitait une perspective optimiste et les palettes de couleurs vives et gaies de la plupart de ses compatriotes.

## Disparition
Charles Obas exécute plusieurs tableaux critiques du régime Duvalier en 1969 et disparaît peu après. Selon son fils Beethova Obas, il aurait protesté en 1969 contre l'exécution de son cousin par le régime Duvalier et serait aller protester devant les bâtiments de l'exécutif. Bien que Duvalier connaisse personnellement Obas et ait même acheté certaines de ses œuvres, il n'aurait plus jamais été revu après avoir été reçu,.